# Flying Cruiser S

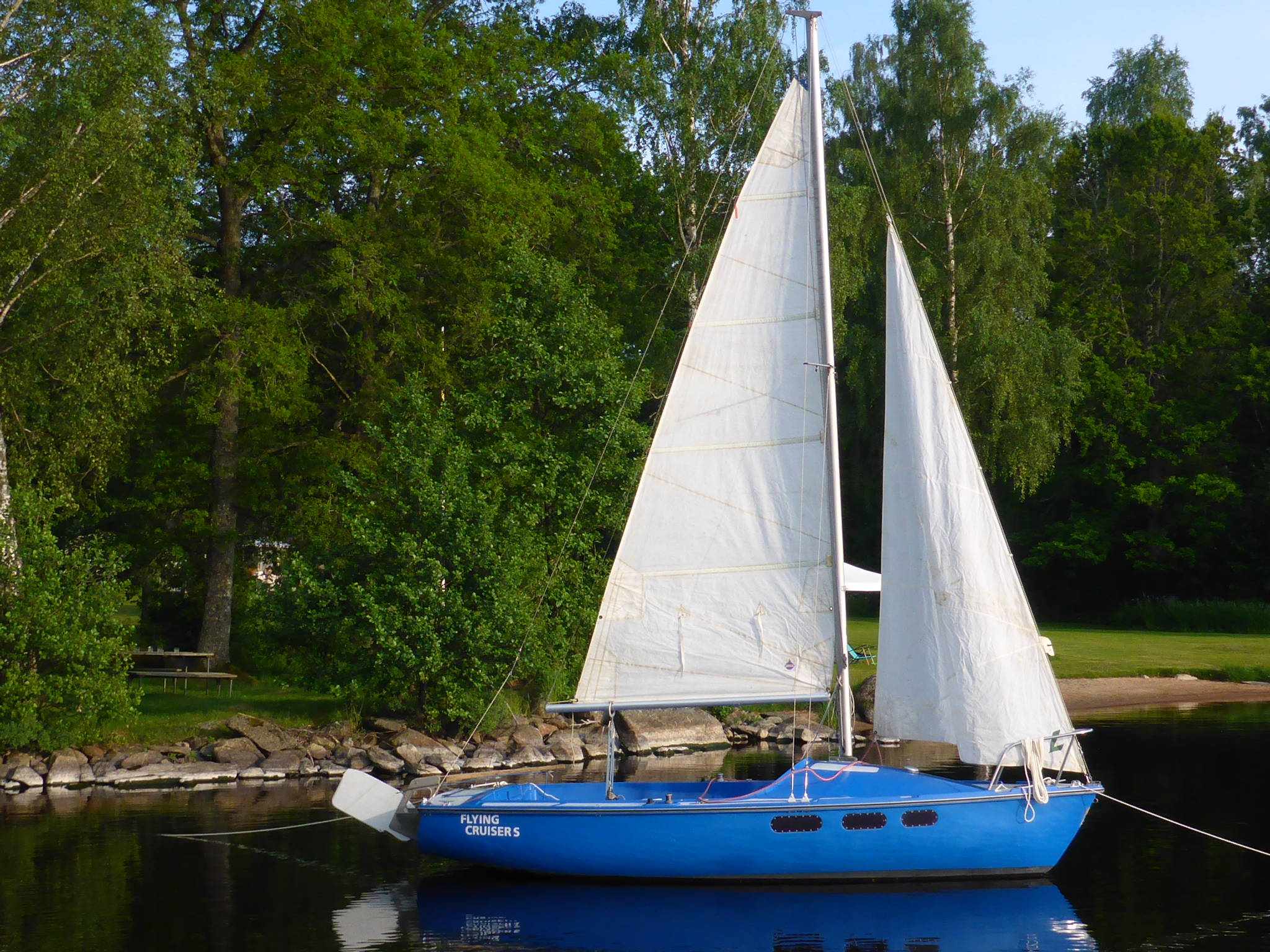
Flying Cruiser S

Der Flying Cruiser S ist eine familienfreundliche Wanderjolle mit viel Stauraum und einer Schlupfkajüte. Er ist leicht trailerbar. Den Flying Cruiser S gibt es in einer Schwert-, Kiel- und Kielschwertvariante sowohl mit einem 14 m²- als auch mit einem 11,9 m²-Rigg.

## Geschichte
Heribert Streuer entwickelte 1967 ein familienfreundliches Fahrtenboot, den Kleinkreuzer Flying Cruiser A. Über die Modelle Flying Cruiser B und C, alle bis 1979 bei der Südplastwerft Illmensee (Firmengründer Harald Obkircher) gebaut, entwickelten sich die heute noch produzierten drei Varianten. Die Modellpalette umfasst heute den Flying Cruiser J als Jolle ohne Kajüte, den Flying Cruiser F als Familien-Kleinkreuzer und den Flying Cruiser S mit Schlupfkajüte. Heute wird die Jolle in der Werft der Raabe GmbH in Illmensee gebaut. Die Raabe GmbH hat die BWC Illmensee im April 2019 übernommen.

## Rumpf
Der Rumpf des Flying Cruiser S wird aus GFK im Handauflegeverfahren hergestellt. Es handelt sich um eine Rundspant-Zweischalenbauweise mit ausgeprägtem U-Spant und negativem Spiegel. Eine Sicherheitsausschäumung im Vorschiffsbereich macht das Boot unsinkbar. Durch die große Breite und den U-Spant hat der Flying Cruiser eine hohe Anfangsstabilität, ist allerdings nicht kentersicher. Zum Lenzen der Plicht sind Soglenzer eingebaut. Es gibt eine abschließbare Schlupfkajüte im Vorschiff und ebenfalls abschließbare Backskisten unter den Sitzduchten. Die Achterpiek unter dem Brückendeck dient zur Aufnahme eines Kraftstofftanks. Auf einen Ankerkasten wurde auch nicht verzichtet.

## Unter Deck, Kajüte
Im Flying Cruiser S gibt es eine Schlupfkajüte mit einem Stauraum unter den zwei 2,20 m langen Kojen. Unter der als Zubehör erhältlichen Wohnpersenning können zusätzlich zwei Personen schlafen.

## Segel und Rigg
Der Flying Cruiser S ist eine Slup mit Topptakelung und kann mit einem Großsegel sowie mit Sturmfock, Fock, Genua oder Spinnaker gesegelt werden. Das Rigg beinhaltet ein Vorstag, ein Achterstag, Unter- und Oberwanten, welche den unverjüngten Aluminiummast über eine gepfeilte Saling halten. Es gibt eine kleine Riggversion mit 11,9 m² und eine große mit 14,0 m² Segelfläche.
| Segel           | Segelfläche in m² | Vorliek in m | Unterliek in m |
| --------------- | ----------------- | ------------ | -------------- |
| Großsegel klein | 6,30              | 5,00         | 2,10           |
| Großsegel groß  | 7,35              | 5,80         | 2,10           |
| Genua klein     | 9,00              | 5,80         | 3,25           |
| Genua groß      | 10,20             | 6,30         | 3,25           |
| Fock klein      | 5,65              | 5,40         | 2,30           |
| Fock groß       | 6,68              | 6,20         | 2,29           |
| Fock II         | 4,05              | 5,00         | 2,05           |
| Sturmfock       | 2,50              |              |                |
| Spinnaker       | 22,00             |              |                |

## Motorisierung
Als Motor kommt bei dem Flying Cruiser S ein Außenborder mit bis zu 6 kW Leistung zum Einsatz.